# Kingsland (Georgia)
Kingsland is een plaats (city) in de Amerikaanse staat Georgia, en valt bestuurlijk gezien onder Camden County.

## Demografie
Bij de volkstelling in 2000 werd het aantal inwoners vastgesteld op 10.506.
In 2006 is het aantal inwoners door het United States Census Bureau geschat op 12.438, een stijging van 1932 (18.4%).

## Geografie
Volgens het United States Census Bureau beslaat de plaats een oppervlakte van
43,7 km², waarvan 43,3 km² land en 0,4 km² water. Kingsland ligt op ongeveer 5 m boven zeeniveau.

## Plaatsen in de nabije omgeving
De onderstaande figuur toont nabijgelegen plaatsen in een straal van 28 km rond Kingsland.